# Bergmankretsen
Bergmankretsen var en oorganiserad mystik vänkrets av präster och hovpredikanter kring sekelskiftet 1900 i Stockholm. De hade för vana att sammanträda i hemmen under fria former, för att samtala om den kristna mystiken. Kretsens ledare var hovpredikanten Carl Henrik Bergman och dess mest kände gestalt var akademiledamoten Waldemar Rudin. Andra viktiga medlemmar var Gustav Emanuel Beskow, Johan Christopher Bring, Theodor Mazer, Emanuel Laurell, Johannes Norrby, John Ternstedt och Bror Erik Petri. Den sistnämndes boksamling Kristen mystik, donerad till Sigtunastiftelsen, ger en god inblick i vad kretsen läste. 
Den kristna mystik som kretsen samlade sig kring var främst kvietismens och radikalpietismens mystik. Bergmankretsen har många likheter med Flodbergskretsen till både stil och intressesfär.